# Cité Bonjean Military Cemetery
Cité Bonjean Military Cemetery is een Britse militaire begraafplaats met gesneuvelden uit de Eerste- en Tweede Wereldoorlog, gelegen in de Franse stad Armentières in het Noorderdepartement. De begraafplaats ligt in het westen van de stad bij de Cité Bonjean, een arbeiderswijkje of cité. De begraafplaats werd ontworpen door Herbert Baker en wordt onderhouden door de Commonwealth War Graves Commission. Ze heeft een nagenoeg rechthoekig grondplan en is omgeven door een bakstenen muur. De toegang bestaat uit een groot gebouw met een boogvormige doorgang en een zuilengalerij aan de binnenzijde. De Stone of Remembrance staat rechts op de begraafplaats, het Cross of Sacrifice links. Aan de noordwestelijk rand bevindt zich het Cite Bonjean (New Zealand) Memorial, een van de acht Nieuw-Zeelandse herdenkingsmonumenten in Frankrijk en België voor de gesneuvelden van de New Zealand Division zonder gekend graf.
Er worden 2.670 gesneuvelden herdacht van verschillende nationaliteiten, hoofdzakelijk uit de Eerste Wereldoorlog.

## Geschiedenis
Armentières lag het grootste deel van de Eerste Wereldoorlog in geallieerd gebied, dicht bij het front. De begraafplaats werd in oktober 1914 gestart. In de winter van 1914/1915 werden hier ook burgers begraven toen de gemeentelijke begraafplaats van Armentières te veel was blootgesteld aan het oorlogsvuur. Deze civiele graven werden later naar elders overgebracht. Verschillende Engelse, Nieuw-Zeelandse en Australische troepen en veldhospitalen bleven de begraafplaats gebruiken tot het Duitse lenteoffensief van april 1918, toen de stad even in Duitse handen viel. Ook de Duitsers begroeven hier gesneuvelden.
Er rusten nu 1.180 Britten, 470 Australiërs, 472 Nieuw-Zeelanders, 2 Belgen en 3 Franse gesneuvelden uit de Eerste Wereldoorlog. In 1925 werden 455 Duitse graven naar elders overgebracht, maar er bleven hier toch nog 508 Duitse graven over.
In de Tweede Wereldoorlog werden hier nog eens 35 gesneuvelden begraven, onder wie 33 Britten en 2 Duitsers. De meeste Britten kwamen om nog voor de Duitse inval in mei 1940.

## Graven

### Onderscheiden militairen
- Charles Edward Stewart, brigade-generaal bij de General Staff werd vereerd met de Order of Saint Michael and Saint George (CMG).
- Francis Edward Lloyd Daniell, luitenant-kolonel bij de Seaforth Highlanders en Lewis Charles Howard, luitenant-kolonel bij de Somerset Light Infantry werden onderscheiden met de Distinguished Service Order (DSO).
- luitenant-kolonel James William Albert Simpson, de kapiteins John Lancelot Harcourt Turner en Frank Wigmore Jackson, majoor John Arthur Graham en onderluitenant John Peter Hornung werden onderscheiden met het Military Cross (MC).
- sergeant C.D. Jones, korporaal M. Clifford en soldaat G. Lord werden onderscheiden met de Distinguished Conduct Medal (DCM).
- de sergeanten R.J. Sawyer, J.W. Geddes en Arthur Harry Cook; kanonnier James Gardner; artillerist Arthur Moran en de soldaten Bert Tattersall, Albert Victor Waite, John Hamilton, Alexander Kennedy en R. Scott ontvingen de Military Medal (MM).

### Minderjarige militairen
- soldaat T. Osborne was slecht 16 jaar toen hij sneuvelde op 26 januari 1915.
- korporaal Cyril Palframan en de soldaten Peter Leckie, H.F.F. Jamieson, William Gannaway, Arthur French, Edward O. Edwards en Albert S. Barnes waren 17 jaar oud toen ze sneuvelden.

### Aliassen
Volgende militairen dienden onder een alias:
- Harold Welbourn als Harold Knighton, William H. Holland als William Howard, William Burgess als William Wade, Eric Blaubaum als Eric Bowden, Thomas J. Hurley  als Thomas J. Harvey en Thomas Mercer Smyth als T. Mercer.

### Gefusilleerde militairen
- de Britse soldaten Charles Bladen, Arthur Robinson, James Higgins en Thomas Rigby werden wegens desertie gefusilleerd.[2]

### Belgische militairen
- De Belgische soldaat Lodewijk Van Tongelen stierf op 18 september 1915. Hij was 32 jaar.
- De Belgische korporaal Julius Geerts stierf op 17 september 1915. Hij was 30 jaar.